# Nguy hiểm sinh học

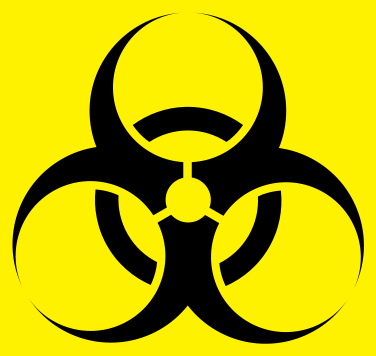
Biểu tượng nguy hiểm sinh học

Nguy hiểm sinh học (Biological hazards), cũng được biết đến như là mối hiểm họa sinh học (biohazards), chỉ các chất sinh học gây ra mối đe dọa đến sức khỏe sinh vật sống, mà chủ yếu là con người. Bao gồm các mẫu vi sinh vật, virus hay toxin (từ một nguồn sinh học) đều có thể ảnh hưởng đến sức khỏe con người. Và cũng gồm những chất có hại cho các loài động vật khác.

Thuật ngữ và biểu tượng liên quan được sử dụng như một cảnh báo, những người có khả năng tiếp xúc với các chất đó sẽ biết cách đề phòng. Biểu tượng nguy hiểm sinh học được phát triển vào năm 1966 bởi Charles Baldwin, một kỹ sư môi trường- sức khỏe làm việc cho Công ty Hóa chất Dow về các sản phẩm ngăn chặn.
Nó được sử dụng để ghi nhãn các vật liệu sinh học mang một mối nguy về sức khỏe, bao gồm các mẫu virus và kim tiêm dưới da.
Trong Unicode, biểu tượng biohazard là U + 2623 (☣). 

## Phân loại
Chất độc hại sinh học
được phân loại để vận chuyển theo số UN:
- Loại A, UN 2814 – Chất lây nhiễm ảnh hưởng đến con người: Chất khi phơi nhiễm có thể gây ra những bệnh lý đe dọa đến tính mạng, tử vong, gây dị tật vĩnh viễn cho người người hoặc động vật khỏe mạnh.
- Loại A, UN 2900 – Chất lây nhiễm chỉ ảnh hưởng đến động vật.
- Loại B, UN 3373 – Chất sinh học được vận chuyển cho mục đích chẩn đoán hoặc điều tra.
- Chất thải y tế được quy định, UN 3291 – Chất thải hoặc vật liệu tái sử dụng có nguồn gốc từ điều trị y tế của động vật hoặc con người, hoặc từ nghiên cứu y sinh học, bao gồm cả việc chế tạo và thử nghiệm.

## Phân loại nhóm nguy cơ

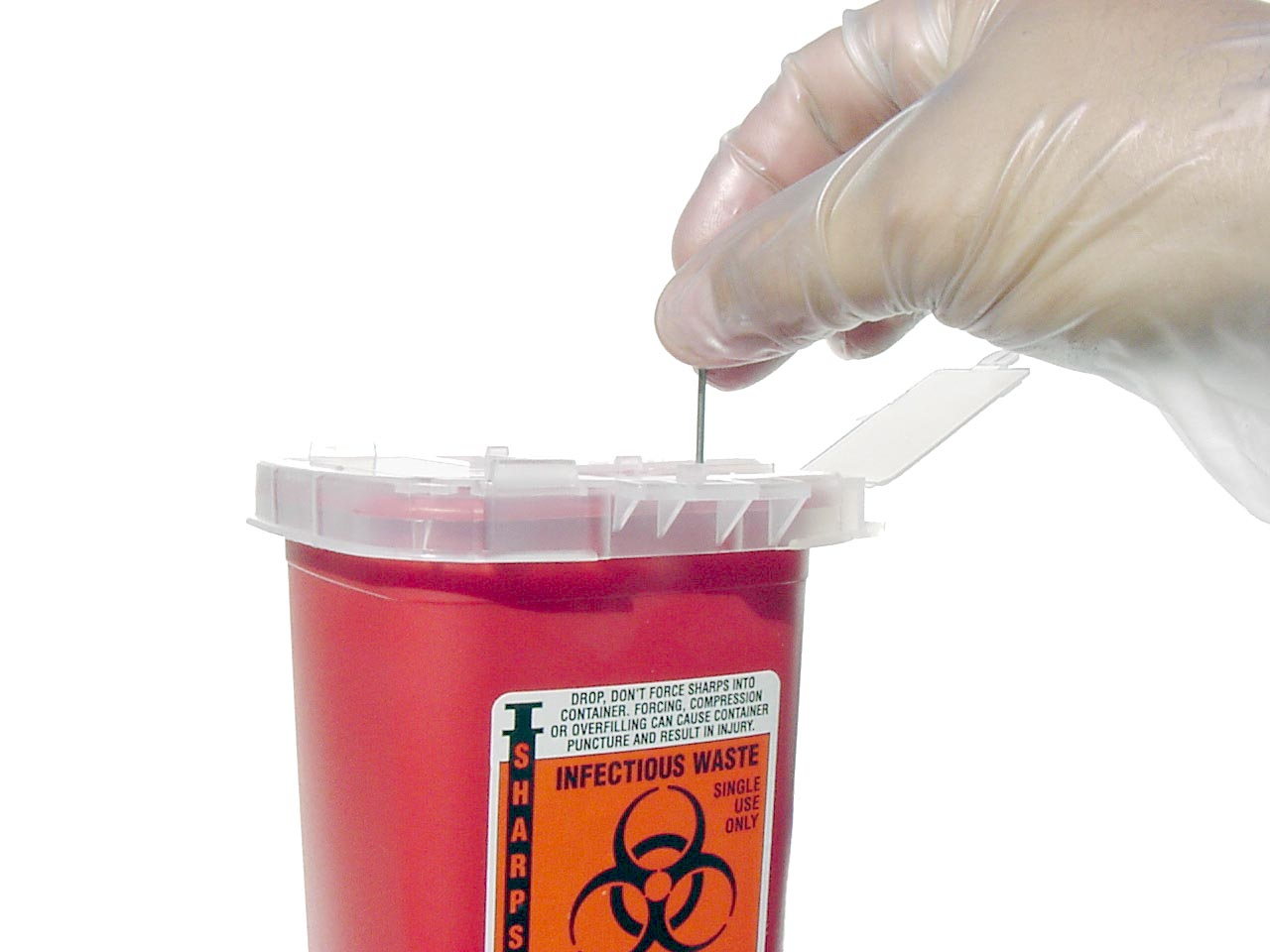
Việc vứt bỏ kim tiêm đã qua sử dụng ngay lập tức vào hộp đựng vật sắc nhọn là quy trình tiêu chuẩn.

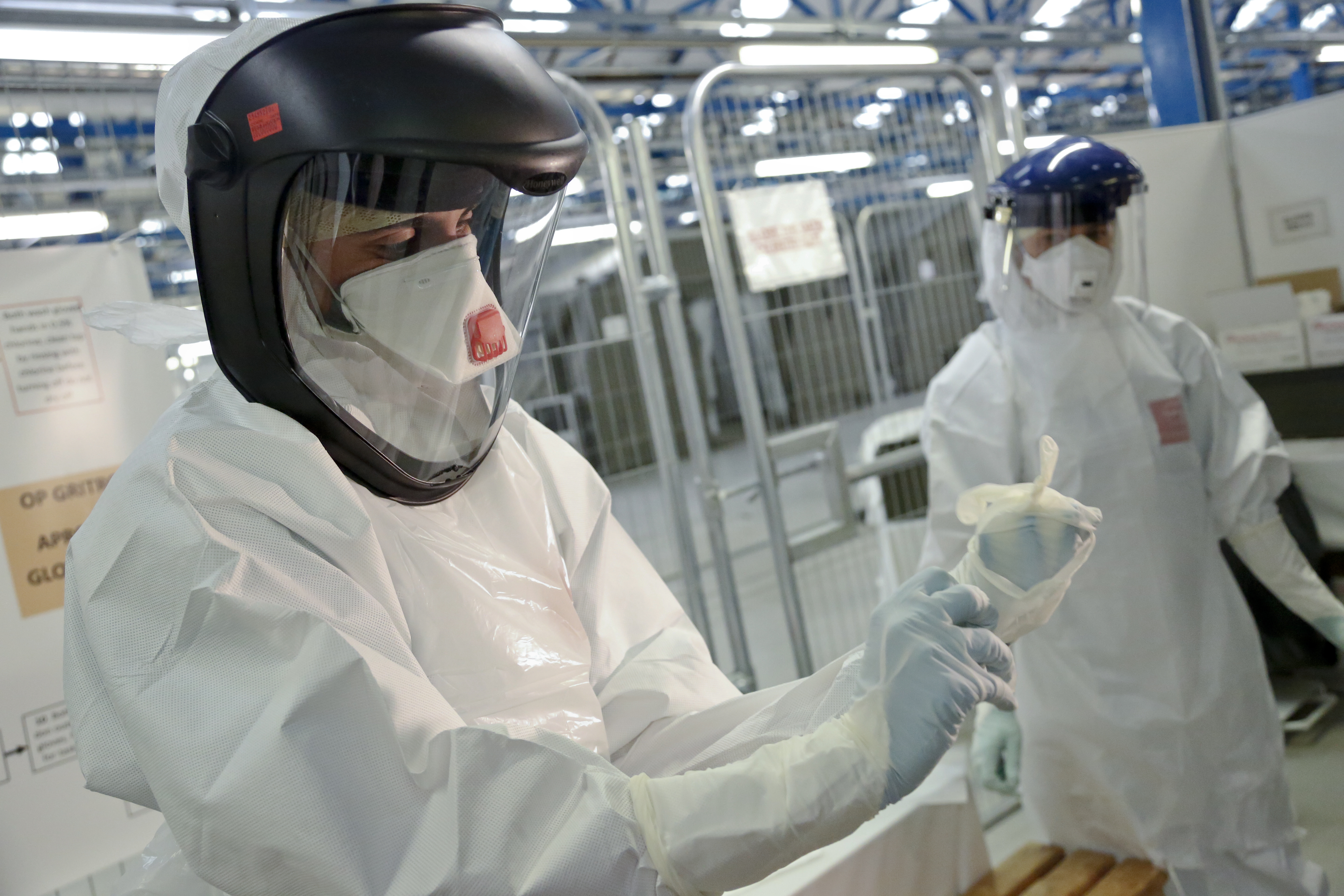
Các bác sĩ NHS thực hành sử dụng thiết bị bảo hộ được sử dụng khi điều trị bệnh nhân Ebola

Nguy hiểm sinh học được phân chia thành 4 nhóm nguy cơ. Nhóm nguy cơ 1 có mức rủi ro thấp nhất và nhóm nguy cơ 4 là cao nhất.
- Nhóm nguy cơ 1:  Vi khuẩn và virus bao gồm Bacillus subtilis, viêm gan chó, Escherichia coli, varicella (thủy đậu), cũng như một số tế bào nuôi cấy và vi khuẩn không lây nhiễm. Không có hoặc nguy cơ lây nhiễm cá thể và cộng đồng thấp.
- Nhóm nguy cơ 2: Tác nhân gây bệnh có khả năng gây bệnh cho người hoặc động vật, nhưng không trở thành mối nguy hiểm lớn đối với cán bộ xét nghiệm (CBXN), cộng đồng, vật nuôi hay môi trường. Như viêm gan A, B và C, vi rút cúm A, bệnh Lyme, salmonella, quai bị, sởi, sẹo, sốt xuất huyết, HIV. có nguy cơ lây nhiễm cho cá thể nhưng ít có nguy cơ lây nhiễm cho cộng đồng.
- Nhóm nguy cơ 3: Vi khuẩn và vi-rút gây bệnh nặng cho người và động vật, tuy nhiên trong điều kiện bình thường thì không lây nhiễm từ cá thể này sang cá thể khác. Có biện pháp điều trị và phòng chống hiệu quả. Như bệnh than, vi rút West Nile, viêm não ngựa Venezuela, Hội chứng hô hấp cấp tính nặng SARS, Hội chứng hô hấp Trung Đông, virus Hanta, bệnh lao, sốt phát ban, sốt rạn nứt, sốt phát ban Rocky Mountain, sốt vàng và sốt rét.
- Nhóm nguy cơ 4:  Thường gây bệnh nặng cho người và động vật, đồng thời dễ lây truyền từ cá thể này sang cá thể khác một cách trực tiếp hoặc gián tiếp. Chưa có các biện pháp điều trị và phòng chống hiệu quả. Như Sốt xuất huyết Bolivia, virus Marburg, virus Ebola, virus Lassa, Sốt xuất huyết Crimean–Congo, các bệnh xuất huyết khác, rishibola và Hội chứng suy hô hấp cấp nặng 2 (COVID-19).